# Cirukem
Cirukem is een bestuurslaag in het regentschap Kuningan van de provincie West-Java, Indonesië. Cirukem telt 2702 inwoners (volkstelling 2010).